# Leucospis dorsigera
Leucospis dorsigera är en stekelart som beskrevs av Fabricius 1775. Leucospis dorsigera ingår i släktet Leucospis och familjen Leucospidae. Inga underarter finns listade i Catalogue of Life.